# 580

580(오백팔십)은 579보다 크고 581보다 작은 자연수이다.

## 수학
- 합성수로, 그 약수는 총 12개다. (1, 2, 4, 5, 10, 20, 29, 58, 116, 145, 290, 580)
  - 580의 진약수의 합은 680이므로, 580은 과잉수다.
- {\displaystyle 580=83+89+97+101+103+107}
  - 연속하는 소수(素數) 6개의 합으로 나타낼 수 있으며, 이 성질을 지닌 앞의 수는 552, 다음 수는 606이다.
- {\displaystyle 580=2^{2}+24^{2}=16^{2}+18^{2}}
  - 서로 다른 두 자연수의 제곱합으로 나타내는 방법이 두 가지인 수다.
  - 연속하는 두 짝수의 제곱합으로 나타낼 수 있으며, 이 성질을 지닌 앞의 수는 452, 다음 수는 724다.
- {\displaystyle 580=1^{2}+7^{2}+13^{2}+19^{2}}
  - 공차가 6인 네 자연수의 제곱합으로 나타낼 수 있는 가장 작은 수다. 이 성질을 지닌 다음 수는 664다.
- {\displaystyle 59^{2}-1}은 580으로 나누어떨어진다.

## 과학·기술
- 580 셀레네(영어판): 소행성.
- 둥펑 펑광 580(영어판): 둥펑의 스포츠 유틸리티 자동차.

## 교통

### 철도
- 나고야 철도 모580형 전동차(일본어판)
- 삿포로 교통국 580형 전동차(일본어판)

### 도로
- 현도 제580호선

## 군사
- U-580(영어판): 제2차 세계 대전에 사용된 나치 독일의 군용 잠수함.

## 문화유산
- 대한민국의 보물 제580호: 문경 오층석탑

## 기타
- 연도: 580년, 기원전 580년
- 580년대
- 한국십진분류법에서 제조업에 관한 책들이 분류되는 번호.